# Gaelic Football Bro Sant Brieg
 (février 2024).
Si vous disposez d'ouvrages ou d'articles de référence ou si vous connaissez des sites web de qualité traitant du thème abordé ici, merci de compléter l'article en donnant les références utiles à sa vérifiabilité et en les liant à la section « Notes et références ».
Le Gaelic Football Bro Sant-Brieg est le club de football gaélique du pays de Saint-Brieuc.

## Historique
Le club est créé en 2009 et compose, pendant sa première année, une Entente costarmoricaine avec le GF Bro Dreger de Saint-Quay-Perros. Depuis la saison 2010-2011, l'équipe joue sous son propre nom. 
Les joueurs et joueuses s'entraînent le lundi de 19 h à 21 h au stade Jean Moulin de Pordic (Côtes-d'Armor).
Le club a accueilli le Championnat de France de football gaélique, le 15 juin 2013 au centre Henri Guérin de Ploufragan.

## Palmarès
| Saisons   | Licencié(e)s | Championnat de Bretagne                         | Coupe de Bretagne  | Championnat de France              | Euroligue    | Beach Gaelic de Nantes | Challenge de Monterfil |
| --------- | ------------ | ----------------------------------------------- | ------------------ | ---------------------------------- | ------------ | ---------------------- | ---------------------- |
| 2018-2019 |              |                                                 |                    |                                    |              |                        |                        |
| 2017-2018 |              | 2e (Division 3)                                 | Quart de finaliste |                                    |              |                        | 3e                     |
| 2016-2017 |              |                                                 |                    |                                    |              |                        | Finaliste              |
| 2015-2016 |              | 1er (Division 2)                                | Quart de finaliste |                                    |              |                        |                        |
| 2014-2015 |              | 3e (Division 2)                                 | 1er tour           |                                    |              |                        |                        |
| 2013-2014 |              | 5e                                              | Quart de finaliste | non qualifié 4e du bouclier        | non qualifié |                        |                        |
| 2012-2013 | 37           | 4e                                              | Finaliste          | non qualifié finaliste du bouclier | non qualifié |                        | 4e                     |
| 2011-2012 | -            | 5e                                              | Demi-finaliste     | non qualifié                       | non qualifié | -                      | -                      |
| 2010-2011 | -            | 7e                                              | Quart de finaliste | non qualifié                       | non qualifié | -                      | -                      |
| 2009-2010 | -            | 8e (Entente costarmoricaine avec le Bro Dreger) | -                  | non qualifié                       | non qualifié | -                      | -                      |